# Wapen van Opwijk

Het wapen van Opwijk (sinds 1994).

Het Wapen van Opwijk is het heraldisch wapen van de Belgische gemeente Opwijk. Het huidige wapen werd voor het eerst op 15 september 1819 toegekend en op 21 juni 1994 nog eens bevestigd.

## Geschiedenis
Het wapen toont een beeld van Sint-Paulus, de patroonheilige van het dorp, en is gebaseerd op het oudst bekende zegel van het dorp uit de 17e eeuw. Aangezien het gemeentebestuur slechts een zegel zonder enige instructies in verband met de kleuren naar de Hoge Raad van Adel stuurde tijdens het Verenigd Koninkrijk der Nederlanden om het wapen op te baseren, werd het wapen goedgekeurd met de rijkskleuren (schild van azuur met stukken van goud).

## Blazoen
Het wapen heeft de volgende blazoenering:
In lazuur een Sint-Paulus, houdende in de rechterhand een zwaard en in de linkerhand een boek, het geheel van goud.